# Loch Fleet

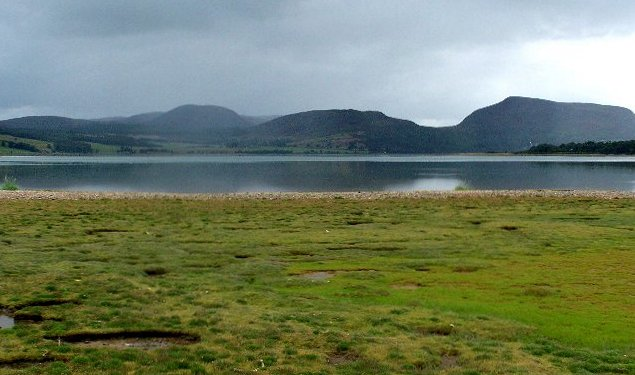
Vista desde Littleferry mirando hacia tierra adentro.

Loch Fleet (en gaélico escocés, Loch Fleòid) es un loch de mar en la costa oriental de Escocia (Reino Unido), ubicado entre Golspie y Dornoch. Forma el estuario de río Fleet, un pequeño río que se forma en las colinas al este de Lairg. 

## Geografía y geología
Loch Fleet es un estuario estrecho con amplias extensiones de arena y lodo con marismas salinas y dunas de arena detrás.

## Flora y fauna
El 24 de marzo de 1997, se creó la zona de especial protección para las aves en el Dornoch Firth y Loch Fleet para la conservación de la vida salvaje. Abarca 7.836,33 hectáreas de Loch Fleet, el Dornoch Firth, Morrich More, los Mound Alderwoods y Tarbat Ness. El Joint Nature Conservation Committee lo describió como "uno de los mejores ejemplos en la Europa noroccidental de un gran complejo estuario que ha estado relativamente intacto por el desarrollo industrial".
Toda la zona alberga poblaciones significativas de las siguientes aves:
- Cría: Pandion haliaetus - a principios de los años 1990 había 10 parejas criando.[1]
- Hibernada: Limosa lapponica, Anser anser, Anas penelope, Numenius arquata, Calidris alpina alpina, Haematopus ostralegus y Anas crecca.

Yendo hacia tierra adentro, son significativas las alisedas alrededor de la boca del río en el Mound.

## Historia
Las ruinas de Skelbo Castle están situadas en el lado meridional del loch.
La batalla de Littleferry se luchó el día anterior a la batalla de Culloden en 1746. Las milicias de Sutherland cayeron desde las colinas por encima de Golspie sobre alrededor de 500 hombres guiados por el conde de Cromarty. Los hombres de Cromarty fueron arrinconados en la península de Littleferry en el lado noreste del loch, y allí fueron asesinados, capturados o ahogados en el loch.